# Рътланд (графство)
Вижте пояснителната страница за други значения на Рътланд.
Рътланд е историческо, церемониално и административно графство (унитарна единица) в регион Ийст Мидландс в Англия. Граничи на север и запад с Лестършър, на изток с Линкълншър и на югоизток с Кеймбриджшър и Нортхамптъншър. Това е най-малкото историческо графство (по-малко от 30 на 30 km).